# Epizootische Hämorrhagie der Hirsche
Die Epizootische Hämorrhagie der Hirsche ist eine Viruserkrankung, die vor allem Maultier- und Weißwedelhirsche befällt und bei klassischem Verlauf mit schweren Blutungen (Hämorrhagien) einhergeht. Andere Hirsche und Wiederkäuer (Rinder, Büffel, Antilopen) können zwar vom Virus befallen werden, entwickeln aber nur selten Symptome. Die Krankheit kommt in Nordamerika, Afrika und Asien vor. Die Enzootische Hämorrhagie gehört in Deutschland zu den anzeigepflichtigen Tierseuchen, ist hier aber noch nie aufgetreten. Der Mensch ist für die Erkrankung nicht empfänglich.

## Erreger
Der Erreger der Epizootischen Hämorrhagie ist das Epizootic hemorrhagic disease virus (EHDV) aus der Gattung Orbivirus aus der Familie Sedoreoviridae. Mindestens acht Serotypen können unterschieden werden. Die Übertragung erfolgt durch stechende und beißende Insekten (in Nordamerika v. a. Culicoides variipennis).
Meist erkranken nur Maultier- und Weißwedelhirsch. Einer der Virusstämme, der Südostasien vorkommende Ibaraki-Serotyp, ruft bei Rindern eine der Blauzungenkrankheit (ebenfalls durch ein Reovirus verursacht) ähnliche Erkrankung hervor.

## Klinisches Bild
Die Epizootische Hämorrhagie kann perakut, akut, chronisch oder subklinisch verlaufen. 
Der perakute Verlauf geht mit schweren Ödemen des Kopfes (einschließlich Zunge und Bindehaut) und des Halses einher und endet schnell tödlich. Pathologisch-anatomisch lassen sich ein Lungenödem, aber nur selten Blutungen nachweisen.
Die akute Form ist durch hohes Fieber, Fressunlust, starke Blutungen in Herz, Pansen und Darm gekennzeichnet. Außerdem treten geschwürige Veränderungen an Zunge, Zahnfleisch, Pansen und Labmagen auf. Infolge der Blutungen entsteht eine Zyanose, die sich unter anderem an einer Blauverfärbung der Zunge zeigt.
Die chronische Form äußert sich in Lahmheit. 

## Diagnose
Klinisch ist die Erkrankung nicht von der Blauzungenkrankheit zu unterscheiden, so dass eine Isolierung und Identifizierung des Virus notwendig ist. Das Virus kann in Zellkulturen angezüchtet werden. In Gefrierschnitten betroffener Gewebe kann es über Immunfluoreszenz nachgewiesen werden. 
Nach der geltendem EU-Recht (Amtsblatt Nr. L 208 vom 10/06/2004, S. 0032–0046) ist bei Verdacht der AGID-Test, bei positivem Befund ist zusätzlich ein kompetitiver ELISA vorgeschrieben.

## Bekämpfung
Es gibt keine praktikablen Bekämpfungsmaßnahmen. Die Tierseuche ist in Deutschland anzeigepflichtig.